# 경상북도립고령공공도서관
경상북도립고령공공도서관은 경상북도 고령군 대가야읍 연조리 소재의 도서관이다.
도서관 전체 규모는 대지면적 1,693㎡, 건축면적 675㎡로, 지상 2층 건물이며, 열람석은 총 212석이다.
주요 내부시설로는 1층에 19석 규모의 자료검색 코너를 갖춘 종합자료실과 20석 규모의 인터넷 코너를 갖춘 아동열람실 등이 있고,
2층에는 16석의 좌석을 갖춘 디지털 자료실, 정기적인 문화강좌가 열리는 133석 규모의 교실, 23석 규모의 일반열람실 등이 있다.

## 연혁
- 1989. 07. 25 고령군 공공도서관 설치조례 공포
- 1990. 03. 26 고령군 공공도서관 운영위원회 발족
- 1990. 04. 11 고령군 공공도서관 열람규칙 공포
- 1990. 08. 28 고령군 공공도서관 개관
- 1991. 03. 25 고령군 공공도서관 설치조례 및 열람규칙 개정공포 경상북도립고령공공도서관으로 명칭 변경
- 2003. 03. 01 경상북도평생학습관 지정(지정기관 : 경상북도교육청)
- 2003. 06. 20 디지털자료실 개실
- 2005. 06. 07 도서관 홈페이지 재개편
- 2006. 06. ~ 2008. 02. 시범도서관 지정(경상북도교육청)
- 2009. 06. ~ 11. 문학관,도서관에 문학작가 파견 사업 선정(문화체육관광부)
- 2009. 12. 사서에게 물어보세요 서비스 개시
- 2010. 09. 14 장애인 웹 접근성 준수를 위한 홈페이지 구축
- 2010. 02. ~ 12. 특성화 도서관 사업 선정(경상북도교육청)
- 2010. 04. ~ 12. 학교도서관과 MOU 사업 선정(경상북도교육청)
- 2010. 07. ~ 09. 자료분류 한국십진분류표(KDC) 5판 적용
- 2010. 09. 14 장애인 웹 접근성 준수를 위한 홈페이지 구축
- 2011. 06. ~ 11. 문학관,도서관에 문학작가 파견 사업 선정(문화체육관광부)
- 2011. 11. 30 계명대학교 동산도서관과 MOU 체결
- 2012. 01. 02 책바다(상호대차)서비스 실시
- 2012. 01. 03 보존서고 증축 (증축면적 : 57.3m2)

## 시설현황
- 2층: 디지털자료실, 문화강좌실, 일반열람실, 관장실
- 1층: 행정실, 종합자료실, 어린이자료실, 정리실

## 이용 안내
이용 시간
휴관일
- 매주 월요일
- 일요일을 제외한 관공서의 공휴일(단, 일요일과 겹치는 경우에는 휴관)
- 특별한 사유로 도서관장이 지정하는 날